# San Juan Nepomuceno (Paraguay)
San Juan Nepomuceno es un municipio y ciudad de Paraguay. Su territorio se asienta en su mayor parte en el centro del Departamento de Caazapá, y se encuentra a unos 200 km de Asunción. Es la ciudad más poblada del departamento.
En febrero de 1904 se constituye la primera Junta Municipal, con la denominación de Junta Económica y Administrativa, bajo la Presidencia de Marcelino Britez, que comienza el siglo con la construcción de los puentes sobre el río Capiibary.
San Juan Nepomuceno se encuentra en una zona de gran riqueza ecológica y vive de la agricultura, la ganadería y el comercio.  Se encuentra a poca distancia de la Cordillera del Ybytyruzú.

## Historia
Fue una de las fundaciones franciscanas llevadas a cabo durante el dominio realista. El pueblo originario charavaná, provenientes del Alto Paraguay, pidieron en julio de 1797 que se les redujera a pueblo. Para ello comisionaron ante el gobernador Lázaro de Rivera, al Coronel José Espínola, además de José Ibáñez Ibacu y de Tomás Ortega.
Sometidas y usurpadas sus tierras, manifestaron al gobernador Rivera su deseo de obtener tierras fértiles en el Tebicuary a fin de que su nación las pudiera poblar. También pidieron un sacerdote que les doctrinara y un administrador que se ocupara de los bienes temporales. Según Susnik, Rivera tenía gran interés en la explotación de esas fértiles tierras y por consiguiente su aprobación no se hizo esperar. Encargó al Coronel Espínola para que se ocupara del traslado de los charavanás y dispuso que se les entregara ponchos y alimentos hasta que la nueva reducción estuviera en condiciones de recibirlos.
Por ser los terrenos del Tebicuary “algo bajos” se pensó ubicarlos en Caazapá, en un extenso paraje donde dicha comunidad tenía un potrero llamado San Francisco. Se encomendó al administrador de la reducción de San José de Caazapá para que señalara los terrenos y delineara el cuadro que había de formar el pueblo con método y regularidad. En la plaza mayor debía edificarse la iglesia, cárcel, escuela y casa para el cura.
Las reducciones de Caazapá (la más importante del Río de la Plata) y Yuty ayudaron al mantenimiento de la nueva población con ganado y herramientas para la labranza.
Los límites de la nueva reducción eran: al norte: el arroyo Guayaybi; al sur: la unión del arroyo Capi’ibarymi con el río Capi’ibaryguazú; al este: el río Capi’ibaryguazú; y al oeste: el arroyo Capi’ibarymi. Las tierras cedidas por los franciscanos totalizaron 30 km x 75 km = 2.250 km² = 225.000 ha.
Luego de la Independencia, debido a la falta de comunicaciones, ha sido lenta la incorporación de una corriente migratoria que favoreciera el desarrollo de la comunidad. Escasas familias provenientes principalmente de Caazapá, vinieron a asentarse e iniciar la explotación de la yerba mate de los montes de Ñucañy y Tabaí, empleando como medio de locomoción y carga al paciente y dócil borriquito. A lomos de estos animales transportaban los raídos de hojas y mboroviré por senderos donde no había aún carretas y puentes. Solamente de San Juan hacia el oeste se podía transitar en carretas. El este de San Juan era todo selva hasta la costa del río Paraná.

### Cronología
- 20 de noviembre de 1797: luego del traslado de los charavanás a las tierras de Caazapá, el gobernador Lázaro de Rivera bautizó a la nueva Reducción, con el nombre del santo franciscano: San Juan Nepomuceno.

- 30 de diciembre de 1797: nombra Rivera el primer doctrinero de la reducción. El cargo recayó en el entonces Tte. Cura de San José de Caazapá, Fray Antonio Bogarín, siendo el iniciador de la obra evangelizadora entre los charavanás de San Juan Nepomuceno. En el mismo documento de elección y nombramiento del citado fraile, se ordenó al Superintendente de la nueva reducción, Ignacio Blanco a quien diera a reconocer al dicho Pdte. Fray Antonio Bogarín por tal Misionero de la reducción para que los indios lo obedezcan y respeten como a su Presidente Espiritual. Se unió a Fray Antonio Bogarín otro franciscano, Fray Mariano Bordón, y juntos lucharon por la defensa de los indios ante los intentos de los pobladores blancos, que pretendían llevar a los charavanás a trabajar a sus haciendas. Fray Antonio Bogarín permaneció en la Reducción de San Juan Nepomuceno por el tiempo de un año y cinco meses y veintisiete días. Le sucedió en el cargo Fray José Gamarra.

- 1798: la iglesia se estaba concluyendo y la reducción de Caazapá, madre y protectora de la nueva doctrina franciscana, proveyó de ornamentos y demás enseres para el culto. La Iglesia era de tres naves con corredores, de madera labrada y asegurada con chavazón de hierro y techada de teja, (medidas: 66 x 20 varas). El campanario de madera labrado, se construyó al costado de la iglesia, con capitel de tejas.

- noviembre de 1800: el gobernador Lázaro de Rivera pide al Cabildo Eclesiástico que tome las providencias necesarias para la bendición de la nueva iglesia, cuyo acto estimaría mucho - dijo Rivera – lo solemnizase uno de los señores que dignamente componen ese venerable cuerpo.

- 29 de enero de 1801: Antonio Miguel de Arcos y Matas, Canónigo de la Santa Iglesia de Asunción y Comisario del Santo Oficio de la Provincia del Paraguay, bendijo solemnemente el nuevo templo dedicándolo a San Juan Nepomuceno, patrono de la Reducción de los charavanás. Asistió a la misa celebrada por el Canónigo Arcos y Matas, el gobernador Intendente de la provincia y fundador de la mencionada reducción Lázaro de Rivera; además, Tomás González, Asesor General de la Intendencia; Ignacio Blanco, superintendente de la reducción a cuyo cargo corrió su establecimiento, Bernardo Jovellanos, administrador de Correos de la Provincia; José de Barrios; Manuel Antonio Corvalán, cura y vicario del Pueblo de Indios de Santa María de Fe, y los religiosos franciscanos Fray Alonso Montero, cura del Pueblo de Indios de Jesús, Fray Francisco Rojas, cura de la Reducción de San José de Caazapá, y Fray José Gamarra, Cura de la expresada Reducción. La iglesia es inventariada por el Canónigo Arcos y Matas: entre los armamentos, alhajas y demás utensilios de la iglesia, figuran misales, ropa blanca, ornamentos de varios colores y objetos sagrados de plata y bronce, una imagen de San Juan Nepomuceno, dos crucifijos de bronce y una imagen de la Virgen del Rosario; e instrumentos musicales: un arpa nueva y un violín usado.

- 1809: a pesar de la tarea evangelizadora llevada a cabo por los hijos de San Francisco desde los primeros años de vida de la reducción, la conducta de los neófitos de San Juan Nepomuceno hizo que la autoridad eclesiástica ordenara la suspensión del bautismo a los que se preparaban para recibirlo, salvo caso de peligro de muerte. Fray Agustín Larrea, doctrinero de San Juan Nepomuceno, desde hacía 6 años se queja ante el gobernador Eclesiástico de que los bautizados no se sujetaban a las obligaciones de cristianos porque iban a la Villa de Ycuamandyyú y vivían según su antigua ley, otros se trasladaban a Buenos Aires donde vagaban ociosamente. Otros –siguió manifestando Fray Larrea- “roban mujeres ajenas y tan sin alma ni escrúpulos ellos y ellas. Tan contenta va la cristiana con el infiel, como el cristiano con la que no lo es. Otros pasan a la capital a estarse meses largos y lo que hacen es perder lo más que han ganado en borracheras… y a pasar también por infieles… Porque no quieren tener al cuello ni una crucecita y se pintan como hacen los Payaguas”.

- 1813: la insubordinación y la fuga de los charavanás hacia Ycuamandyyú se debió al “Caviloso Cacique Lorenzo Chalay” que fue llevado anteriormente por otro de su clase… Fray Martiniano Enciso trató de recuperarlos y para el efecto fue el corregidor de la reducción de San Juan Nepomuceno “a recolectar los muchos hijos de esta Nación reducida que han profugado… para aquella población (Ycuamandyyú) para tratar de reformar a aquellos infieles hijos descarriados que han apostatado, y sabemos viven en su antiguo paganismo o gentilidad”. Otro motivo por el que al Padre doctrinero Fray Martiniano Enciso gestiona ante el Comandante de Ycuamandyyú la vuelta de los charavanás fue la necesidad de mano de obra para construcción de la iglesia que estaba por iniciarse.

- 1814: la matrícula de la Feligresía de la Reducción llevada a cabo por Fray Martiniano Enciso (hasta 1817), según lo ordenara el Obispo Panés, había 131 cristianos y 173 infieles.

- 1906: así lo confirma el cura de ella, Padre Guillermo Díaz, cuando a petición de Monseñor Juan Sinforiano Bogarín informa sobre la situación de las parroquias a su cargo: “En todas las parroquias de mi jurisdicción –dijo- están diseminados los Terceros de San Francisco, quienes según sus capacidades ejercen un verdadero apostolado entre todos sus vecinos, que para eso vienen a recibir mis instrucciones en la Conferencia de cada mes”. Aquellos que tiene Cruz de Tierra Santa, se reúnen en sus casas los vecinos y rezan en común el Vía Vía, a las 15, en los días de fiesta”.

## Geografía
Limita al norte con los distritos de General Morínigo y Abai. Al este con el distrito de Tavaí, del cual es separado por el arroyo Tayay y el río Tebicuary. Al sur limita con el Departamento de Itapúa, siendo límite el río Tebicuary, Actualmente con el nuevo Distrito de 3 de Mayo. Que era parte del distrito de Yuty. Al oeste limita con los distritos de Buena Vista,  Caazapá. Partes del límite con Buena Vista son los arroyos Capiibary Guasu y Toro Paso, mientras que el arroyo Capiibarymí lo separa del distrito de Caazapá.
Es de mencionar la dificultad de definición del límite distrital de San Juan Nepomuceno, al norte y noreste, con los distritos de Tavai y Abai. Según manifestaciones de la Municipalidad, las localidades de Tito Firpo y parte del parque nacional Caazapá corresponden a San Juan Nepomuceno.
La Reserva de recursos manejados San Rafael es la segunda masa compacta de bosque de todo el Paraguay, luego del Bosque Mbaracayú (Departamento de Canindeyú). Se trata de la Serranía de San Rafael, declarada parque nacional en 1992, y luego, en marzo de 2002, elevada a la categoría de Reserva de Recursos Manejados. Abarca nueve distritos entre ellos San Juan Nepomuceno. Las tierras de esta región son sumamente fértiles. En la Reserva son protagonistas los recursos naturales (ríos, fauna y flora), y las comunidades originarias que viven en armonía con el ambiente.

## Demografía
La etnia de los Mbya se encuentra en zonas cercanas a San Juan Nepomuceno y regularmente llegan a ella para ofrecer sus productos, se los puede encontrar en Taruma, Tavaí, 3 de mayo y alrededores. La comunidad indígena de Takuaro es la única comunidad indígena nepomucena.

## Salud
El Hospital Distrital de San Juan Nepomuceno es el centro de referencia principal de la Zona Noreste del Departamento de Caazapá, recibiendo pacientes de los distritos de Tavaí, Abaí, Gral Morinigo y Buena Vista. Cuenta además con 6 unidades de salud de la familia distribuidas en la zona rural de la localidad. Cuenta con una Guardia Médica las 24 horas de los 6 días de la semana. El director del hospital es el Dr. Ronald David Britos Marín 
El Instituto de Previsión Social (IPS) cuenta con un pequeño centro sanitario en San Juan Nepomuceno.

## Economía
En 2002 fue construida una desmotadora para semi.elaborar algodón en la zona de San Juan Nepomuceno. La mencionada Industria nunca fue puesta en funcionamiento debido a la falta de Potencia de la energía Eléctrica. De hecho, la producción de algodón es el principal rubro de renta del distrito con 6.113 ha.  Obs:( desde el año 2007 hasta hoy 2013 el algodón dejó de ser plantado como rubro principal disminuyendo catastróficamente el área de cultivo ) y el rendimiento medio de 1.532 kg/ha, ha bajado considerablemente. Las cosechas anteriores similar al rendimiento medio nacional de 1.552 kg/ha en 1991.
En el sudeste del distrito, las colonias cuentan con suelo fértil, favoreciendo la producción de granos, donde el área de maíz es de 4.092 ha, con un rendimiento medio de 1.953 kg/ha, lo que convirtió el maíz en rubro de renta y consumo. La soja cubre 2.718 ha, con un rendimiento medio de 1.970 kg/ha, 13% inferior a la media nacional. Los demás rubros tradicionales, mandioca, poroto, caña de azúcar y maní se cultivan en cantidad suficiente para el autoconsumo.
En ganado menor, hay una cantidad importante de porcinos y ovinos (28,7 y 63,1%), destinados a consumo y venta. Se observa la relativa importancia de aves de corral, que en su totalidad son manejadas por las amas de casa, en forma extensiva.

## Infraestructura
Las principales vías de acceso son la Ruta PY18, que atraviesa el distrito de este a oeste, conectando directamente con la Ruta PY08 por asfalto, y con la Ruta PY06 por tierra. Actualmente dicho tramo de tierra, que pasa por Tavaí, se encuentra en obra, a fin de vincular ambos distritos con asfalto. El otro acceso vial es la Ruta D044, que atraviesa el distrito de norte a sur, y lo conecta con la Ruta PY08 en Yuty, con la ruta PY10 en Tres de Mayo y Abaí. La ciudad solía contar con un aeródromo (hoy abandonado), y actualmente no cuenta con rutas aéreas.
Existe una terminal de ómnibus con viajes diarios a ciudades departamentales y nacionales. También el distrito cuenta con una dotación de tropas policiales todos profesionales egresados de las Escuelas y Colegios Policiales. Así mismo cuenta con local propio un destacamento militar dependiente de la Segunda División de Infantería con asiento en Villarrica. La principal radioemisora es la Radio Dinámica Fm 101.1.

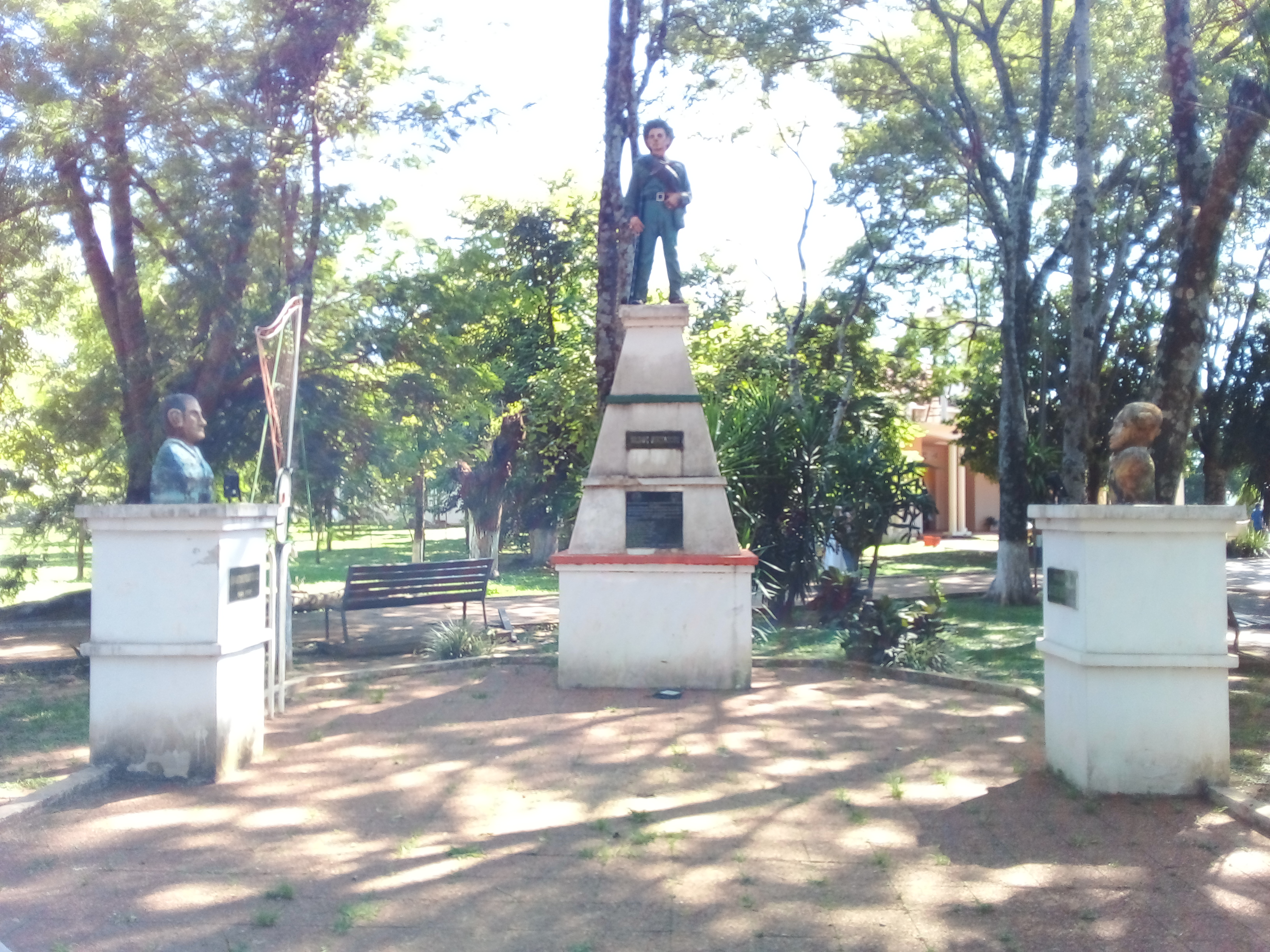
Plaza de los Héroes (San Juan Nepomuceno).

## Cultura
La ciudad festeja el día de su Santo Patrono el 16 de mayo (que comienzan desde el 14, día patrio, y 15, día de la madre) y lo hacen con ceremonias litúrgicas, procesión típicamente paraguaya y pintorescos juegos ecuestres, como la corrida de sortija, las carreras, parque de diversiones, corridas de toros, etc. En 2014 se ha inaugurado el local propio de la Casa de la Cultura Municipal, que cuenta con una Escuela de Orquesta de Cámara en donde se está enseñando a más de 100 niños y adolescentes. También cuenta con una banda de instrumentos de viento.

### Educación
San Juan Nepomuceno cuenta con 100 escuelas, en 27 de las cuales funcionan grados del tercer ciclo. En el distrito de San Juan Nepomuceno funcionan varias facultades. La más importante es la facultad de agroforestal de la Universidad Nacional de Caaguazú (UNCA), La Universidad Nacional de Villarrica del Espíritu Santo (UNVES), Universidad Americana, Universidad Privada del Guairá, Universidad San Carlos y la Universidad metropolitana de asunción 
Contaba con el funcionamiento de la Escuela Normal N° 3. Esta institución desapareció luego de la Guerra civil paraguaya de 1947. La primera institución escolar fue la Escuela N° 174, en 1940, y funcionaba en el actual Tinglado Municipal. Ahora lleva el nombre "Margarita Cabral Centurión" en homenaje a una exdirectora.

### Arquitectura
La típica casona colonial se encontraba al costado izquierdo de la iglesia y haciendo ángulo con lo que hoy es la esquina del tinglado, hasta más allá de la pista del club 16 de mayo. Era toda de adobe, con corredores al frente y atrás, ventanas bajas con rejas de madera y un enorme patio cerrado en cuadro con el fondo de la iglesia. Era la sede de las autoridades civiles y eclesiales. Todo se terminó de derruir alrededor de los años 1936, 1937. La vieja iglesia lucía retablos y altares de madera trabajada artísticamente, por manos nativas, lo mismo que el púlpito y el confesionario. Toda esa reliquia, que hoy tendría un valor cultural e histórico de singular importancia, se ha perdido. Fue desmontada alrededor de 1938 a 1939. Ninguna autoridad ni la comunidad conservó esas reliquias que constituían el patrimonio cultural más importante de ese periodo histórico.

### Religión
En la ciudad se profesan otras ramas del cristianismo. El 75% de los habitantes son católicos bautizados, y cuentan con un párroco permanente; 15% son testigos de Jehová,10% (?),Desde 1987 cuenta con la presencia de las Hermanas del Huerto. La parroquia cuenta con 70 centros de espiritualidad, cada una con su Oratorio, desde donde cada año los niños son preparados para recibir los sacramentos y los padres de familia reciben una catequesis especial.
Las fiestas patronales de los centros son solemnizados por una Misa Central, administración de Sacramentos, procesiones y otros eventos recreativos. El actual templo parroquial fue bendecido canónicamente el 28 de abril de 1996, también la casa parroquial. Fue construido en el medio de la Plaza.
La Parroquia cuenta con un consejo Pastoral y un Consejo de Asuntos Económicos. El trabajo catequístico es desplegado con mucho empeño. Tiene 600 catequistas y aproximadamente 1500 niños por año hacen su primera comunión, 600 adolescentes su confirmación, como un promedio general. La Parroquia sigue bajo la tutela del Obispado de Villarrica.- Hay gestiones para que se tenga la Diócesis de Caazapá.

### Deporte
El deporte más practicado es el fútbol, y San Juan Nepomuceno cuenta con el estadio de la Liga de Fútbol Gobernador Rivera, fue inaugurada la 33.ª Edición del Campeonato Nacional de Interligas. Actualmente el Estadio lleva el nombre de "Arq.Victor Gonzalez Acosta" (desde el 2014) en homenaje al arquitecto nacido en San Juan Nepomuceno. Otros deportes practicados oficialmente son fútbol de salón, el rugby, el tenis y el ciclismo.
- Liga de Fútbol “Gobernador Rivera”: fundada en 1963, cuenta con 11 clubes, que participan del campeonato oficial de cada año. Entre los clubes más importantes se encuentran el Atlético Independiente, con sede en el barrio Sagrado Corazón de Jesús, el 16 de mayo asentando en el Barrio San Luis, Sport San Juan del Barrio San Cayetano, Atlético Juventud, 30 de agosto de Pindo'i, Sportivo San Carlos, Club 4 de Noviembre, Club Deportivo 13 de Junio, Club 25 de Enero, Club 3 de Febrero y en el 2015 se incorporó el Atlético Ñurundiay.

- En el año 2003, la Liga Gobernador Rivera de Fútbol, a través de la Escuela de Fútbol "San Juan", fue coronado por primera vez Campeón Nacional. Este mismo equipo, dos años después, viajó a la ciudad de Vinhedo para participar del Mundialito de Vinhedo, eliminando a equipos como San Pablo "Brasil", Guaraní de Campinhas (Brasil), entre otros. Este equipo fue eliminado por la Escuela de Fútbol TAUICHI "Bolivia", en la semifinal. Obtuvieron el título de 3.er puesto.

Medios de Comunicacion
Radio Kapiibary fm 104.5, Radio Suceso FM 99.7, Dinámica fm 101.1, Líder Fm 102.3